# Maria (sång)
Maria är en sång från musikalen West Side Story med musik av Leonard Bernstein och text av Stephen Sondheim. Den sjungs av karaktären Tony. Sången kräver ett extremt högt tenoromfång, och innefattar ett långt ettstruket B. På grund av det höga läget har sången ofta jämförts med operaarior, och bland andra tolkats av José Carreras och Luciano Pavarotti. Den har även sjungits av populära artister som Johnny Mathis.